# 人魚ノ肉
『人魚ノ肉』（にんぎょのにく）は、2015年に発売された木下昌輝による、幕末期の京都が舞台となるダークファンタジー時代劇小説の書き下ろし短編集。

## あらすじ
京都、近江屋の二階の隠れ間。陸援隊の中岡慎太郎と坂本龍馬は、少年時代の思い出を話す。龍馬と慎太郎、岡田以蔵の幼馴染3人は、土佐の浜辺に打ち上げられた女の人魚の死体を発見する。慎太郎は拒否するが、以蔵と龍馬は不老不死の効力の噂をもつ「人魚の肉」を口にする。だが二人は普通に成長し、2年前、以蔵は土佐藩によって打ち首となっていた。慎太郎は、以蔵が人魚の血を飲んでから性格が変わり、動物や人間を惨殺するようになったと指摘する。
以蔵の「人魚の肉」は新撰組に渡り、隊員たちも口にする。彼らは妖（あやかし）に憑かれ、破滅的な運命をたどることになる。

## 収録作品
- 龍馬ノ夢
- 妖ノ眼
- 肉ノ人
- 血ノ祭
- 不死ノ屍
- 骸ノ切腹
- 分身ノ鬼
- 首ノ物語

## 登場人物

### 土佐勤王党員
坂本竜馬
土佐藩脱藩志士。少年時代、岡田以蔵に無理強いされ、「人魚の肉」を口にする。
中岡慎太郎
陸援隊隊長。龍馬から「人魚の肉」の秘密を知る。
岡田以蔵
「人斬り以蔵」として知られる残忍な攘夷志士。龍馬、慎太郎の幼馴染。「人魚の肉」の秘密を知るキーパーソンで、「人魚の肉」の所持者。

### 新撰組
芹沢鴨
近藤勇
土方歳三
沖田総司